# Орелин Паре Пентре
Орелин Паре Пентре (фр. Aurélien Paret-Peintre; 27. фебруар 1996) француски је професионални бициклиста који тренутно вози за UCI ворлд тур тим — Декатлон АГ2Р ла мондијал. Професионалну каријеру почео је 2018. године, а 2020. возио је своју прву гранд тур трку — Ђиро д’Италију, коју је завршио на 16 мјесту у генералном пласману. Године 2021. остварио је прву побједу, освојивши једнодневну трку Гран при ла Марсељеза, након чега је по први пут возио Тур де Франс и завршио га је на 15 мјесту. Године 2023. завршио је на другом мјесту трку Тур де Алпс Маритиме ет ди Вар, након чега је возио Ђиро д’Италију, гдје је остварио једну етапну побједу и завршио је на 15 мјесту у генералном пласману.
Његов брат Валентен је такође професионални бициклиста.